# Albany Regional Airport

i7
i11
i13
Der Albany Regional Airport, offiziell Harry Riggs Albany Regional Airport, ist ein Flughafen südlich von Drome, der die Stadt Albany mit Umland im australischen Bundesstaat Western Australia bedient. Es ist der größte Flughafen in der Great Southern Region, dem Gebiet an der Südküste von Western Australia.

## Ausstattung
Albany Regional Airport hat zwei asphaltierte, sich kreuzende Start- und Landebahnen, wovon eine 1,8 Kilometer lang und 30 Meter breit, die andere 1,1 Kilometer lang und 30 Meter breit ist. Auf der 1,8 Kilometer langen Bahn kann eine Boeing 737 landen. Außerdem verfügt der Flughafen über ein Instrumentenlandesystem.
Das Terminal liegt direkt am Albany Highway.
Bis 2017 kamen dem Flughafen im Rahmen des Regional Airports Development Scheme AUD 575.000 Fördergelder zu. Für die Sanierung der Start- und Landebahnen und anderer Erneuerungen im Jahr 2017 wurden insgesamt AUD 1,15 Millionen ausgegeben, wobei die Stadt Albany den Rest bereitstellte. Die letzte umfassende Erneuerung hatte 1997 stattgefunden.

## Flugverbindungen
Die Fluggesellschaft Regional Express betreibt seit 2016 tägliche Verbindungen nach Perth, insgesamt 23 Verbindungen. Virgin Australia Regional Airlines flog bis 2016 nach Albany. Da davon ausgegangen wird, dass nur eine Fluggesellschaft die Verbindung Perth–Albany rentabel betreiben kann, wird der Betrieb auf der Strecke von der Regierung des Bundesstaats ausgeschrieben. Die Vereinbarung beinhaltet einen Höchstpreis.

## Statistiken
Der Albany Regional Airport ist der bedeutendste Flughafen in der Great Southern Region. Er beförderte 2016 mehr als 56.000 Fluggäste. Seit der Übernahme der Flugverbindung durch Regional Express hat der Flugbetrieb deutlich zugenommen: Im Betriebsjahr 2018/19 wurden während zwölf Monaten über 61.000 Passagiere befördert.
In den Jahren von 2011 bis 2016 gab es am Flughafen 2085 Landungen des Royal Flying Doctor Service of Australia.